# Động đất Haiti 2021
Hồi 8:29:09 sáng EDT ngày 14 tháng 8 năm 2021, một trận động đất mạnh 7,2 độ xảy ra trên bán đảo Tiburon thuộc  Haiti trên đảo Hispaniola. Chấn tâm sâu 10 kilômét (6,2 mi; 5,4 nmi) gần Petit-Trou-de-Nippes, khoảng 150 kilômét (93 mi; 81 nmi) phía tây thủ đô quốc gia, Port-au-Prince. Trận động đất gây ra cảnh báo sóng thần cho bờ biển Haiti, được dỡ bỏ ngay sau đó. Cục Khảo sát Địa chất Hoa Kỳ ước tính mức độ "thương vong cao" và thảm họa trên diện rộng; với hơn 8.200 tòa nhà bị hư hại hoặc phá hủy, và số người chết hiện được ước tính là 1297 người. Đây là đang trận động đất chết người nhất năm 2021.